# Oberonia kanburiensis
Oberonia kanburiensis är en orkideart som beskrevs av Gunnar Seidenfaden. Oberonia kanburiensis ingår i släktet Oberonia och familjen orkidéer.
Artens utbredningsområde är Thailand. Inga underarter finns listade i Catalogue of Life.